# Subte de Córdoba
El Subte de Córdoba fue un proyecto de un sistema de tránsito rápido, conformado por una red de trenes subterráneos que fue planeado para construirse en la ciudad argentina de Córdoba. El proyecto de construcción luego de varios debates quedó descartado.

## Historia
El proyecto del subterráneo de Córdoba comenzó en 2007 como una iniciativa privada del Consorcio Metro Córdoba conformado por las empresas Iecsa y Ghela SPA. El 10 de diciembre el Secretario de Transporte y Tránsito del Municipio informó que estas empresas proponían construir 14 km de subterráneo en la ciudad de Córdoba. El anuncio fue luego de reunirse con el entonces Secretario de Transporte de la Nación, Ricardo Jaime. El 14 de diciembre el municipio anunció que iniciaba los proyectos de Factibilidad Técnica y Financiera. 
En abril de 2008 la entonces presidenta, Cristina Fernández de Kirchner, prometió los fondos necesarios para la construcción del subte al Intendente Daniel Giacomino. Se anunció el llamado a licitación pública con un costo estimado de 700 millones de dólares. Otras estimaciones hablaban de un costo cercano a los 1.100 millones de dólares. Fernańdez de Kirchner aseguró que la empresa francesa Alstom se postuló como oferente en la licitación de la obra. En mayo de ese año, Julio de Vido, Ministro de Planificación Federal aseguró que "en pocos días el gobierno nacional lanzará con toda la fuerza y el entusiasmo, el subterráneo para la ciudad de Córdoba".
El proyecto desató controversias en el Concejo Deliberante, con voces en contra como las del exintendente Luis Juez. A raíz de esto, Jaime declaró que «lo financia la Nación, la obra la paga la Nación y, por lo tanto, si hay que dar todas las aclaraciones necesarias, con todo gusto». A fines de julio, el diario La Voz afirmó que el proyecto quedaría en la nada sino contaba con el apoyo de la oposición en el Concejo Deliberante. El 21 de agosto se firmó el convenio para la construcción del subterráneo de Córdoba entre el intendente Daniel Giacomino, el ministro de Planificación Federal, Julio De Vido, y el secretario de Transporte de la Nación, Ricardo Jaime. Costaría más de mil millones de dólares. Su fianciamiento y explotación queda (como se preveía) en manos del Estado Nacional.

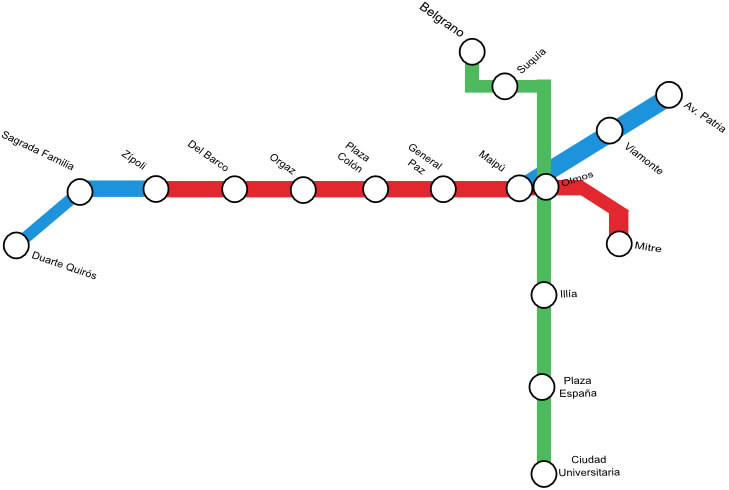
Mapa de la primera red propuesta.

En julio de 2009, Juan Pablo Schiavi, secretario de transporte de la Nación dijo: «el subte está a disposición de Córdoba. Si estamos planteando que las ciudades de más de una cierta cifra de habitantes requieren medios de transporte alternativos y sustentables, sacar a Córdoba de esa discusión es una locura». En marzo del año siguiente, Schiavi comentó que estuvo en China buscando financiamiento pero no lo consiguió. Agregó que es vital, para obtener un préstamo a largo plazo, que se resuelva favorablemente el pago de la deuda Argentina. El 13 de julio de 2010, el gobierno nacional firmó un precontrato con la empresa China Railways. El proyecto contempla 4 líneas, 29 estaciones y 18 kilómetros de recorrido. El costo sería de 1800 millones de dólares, financiados por un banco chino. En febrero de 2011 el proyecto fue aprobado por unanimidad por el Concejo Deliberante en segunda lectura.
En enero de 2012 finalizó el estudio técnico por parte de la Municipalidad de Córdoba. Se realizó una nueva traza de tres líneas, 23 kilómetros y 26 estaciones. Se establecía además la construcción de tres talleres de mantenimiento (una para cada línea). El plazo de construcción es de siete años. El proyecto mantiene un presupuesto de ARS 1800 millones pero financiado a 15 años por el Estado Nacional. La empresa constructora sería China Railways International.
En febrero de 2016, el intendente Ramón Javier Mestre viaja a China para reanudar el proyecto.
En marzo de 2016, el gobierno de Mauricio Macri desestimó ayudar al municipio cordobés con la financiación de la obra quedando el proyecto nuevamente en un limbo.

## Líneas

### Proyecto original
El anteproyecto original preveía el diseño de dos trazas principales, con una extensión total de 15,8 kilómetros. 
- La primera línea cruzaría la ciudad de este a oeste, bajo las avenidas Colón-Olmos desde Duarte Quirós; llegando hasta el bulevar Perón, pasaría por debajo del mismo y entonces entraría en la zona del Ferrocarril Mitre, hasta las cercanías de la terminal de ómnibus. Además, la misma traza sigue por debajo del río Suquía, seguiría por 24 de Setiembre para finalmente llegar hasta la avenida Patria.[6]
- La segunda (norte-sur) se desarrollaría bajo la línea de Chacabuco-Maipú desde la Ciudad Universitaria, pasaría debajo del río Suquía para seguir hasta el cruce con el trazado del ferrocarril General Belgrano, a la altura de la estación en Alta Córdoba. Se ha previsto la construcción de 17 estaciones, 11 en el ramal este-oeste, y seis en el norte-sur; su separación sería de 500 metros entre cada una. También se ejecutarán trincheras de transición hacia patios y talleres de estacionamiento y mantenimiento del material rodante.

Una variante del proyecto, es la que planea construir la línea norte-sur bajo el eje Vélez Sarsfield-General Paz.

### Proyecto modificado

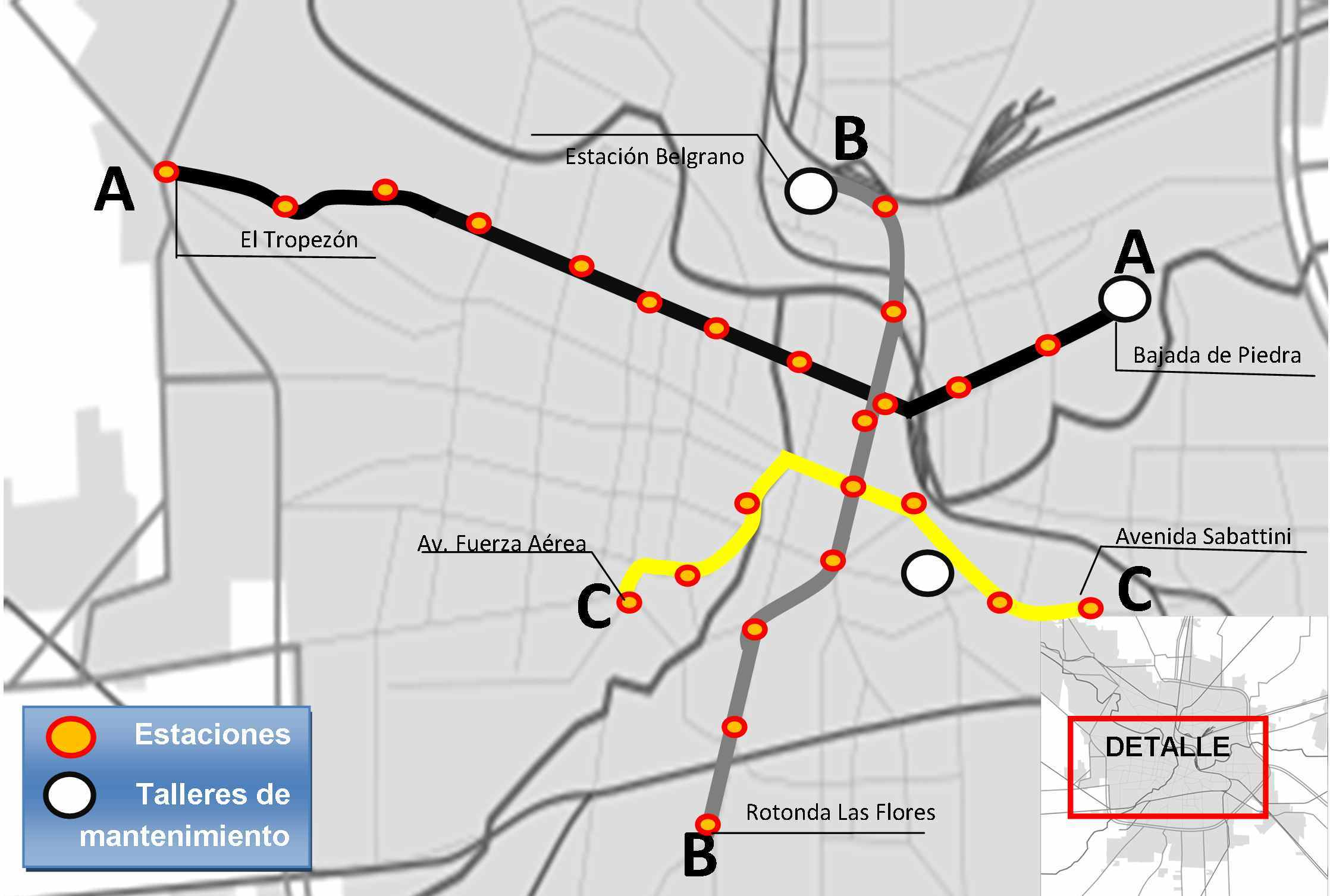
Recorridos, estaciones y talleres según el proyecto de 2012.

- Línea A: correría en dirección oeste-este partiendo desde la rotonda de El Tropezón hasta Avenida Patria. La línea atravesaría la ciudad bajo la Avenida Colón en toda su totalidad y un tramo bajo la Avenida 24 de septiembre. Tendrá una extensión de 10.680 metros, su túnel tendrá 9.580 metros, contará con 11 estaciones separadas cada 1.100 metros y su taller de mantenimiento se encontrará en barrio Pueyrredón.
- Línea B: con dirección sur-norte, esta línea iniciaría en la Rotonda Almirante Brown, en barrio Las Flores y finalizará en Avenida Juan B. Justo. Según sus tramos, correrá bajo la Avenida Vélez Sársfield, Avenida Ambrosio Olmos, Bv. Chacabuco, Avenida Maipú, Esquiú y Avenida Juan B. Justo. La extensión de su túnel será de 5.690 metros, mientras que la línea en total contará con 6.490 metros de extensión. El proyecto le designa un total de 8 estaciones separadas cada 800 metros y su taller de mantenimiento se encontrará en Estación Alta Córdoba.
- Línea C: nacería en la Rotonda del Ala, sobre Avenida Fuerza Aérea Argentina para finalizar en Avenida Amadeo Sabattini a la altura de calle El Escorial en un recorrido que va de sudoeste a sudeste. Sus tramos correrían bajo la avenida Avenida Julio A. Roca, el Arroyo La Cañada, el Bv. San Juan, pasa por al lado de la NETOC para correr por debajo de Avenida Sabattini donde finaliza. Su extensión completa es de 5.688 metros, de los cuales 4.968 corren por túnel. Contaría con 7 estaciones cada 700 metros y su taller de mantenimiento se encontraría en el sector del Parque Sarmiento.

## Características

Propuesta de diseño de las líneas y estaciones de subterráneo de la ciudad de Córdoba.

Entre las bases de factibilidad técnica se enuncia también que los mecanismos de tracción de las formaciones tendrán alimentación eléctrica y habrá sistemas de seguridad a lo largo de toda la red. El material rodante tendría 20 m × 4,5  con una capacidad para 1020 pasajeros.
La sección de los túneles por donde pasarán las formaciones tiene nueve metros de alto, y el techo estará a su vez a nueve metros de la superficie.
Las perforaciones se realizarían con tuneladoras, que pueden avanzar unos 40 metros diarios. Según expertos de la empresa Iecsa, como no se trabajará abriendo las calles desde la superficie, los inconvenientes de tránsito se reducirían a los puntos de ingreso de las máquinas. Los túneles serán revestidos con elementos prefabricados de hormigón armado de 40 centímetros de espesor.

## Factibilidad
Según datos del censo nacional de 2010, la ciudad cuenta con 1.330.023 habitantes. Según Gerardo Brondino, representante local de Iecsa, Buenos Aires inició la construcción de los subtes cuando tenía 700.000 habitantes. 
Entre los asuntos más importantes que surgen a la luz del mega proyecto se encuentran los estudios del suelo, cabe recordar que no siempre se pueden construir subterráneos. Otro asunto son las molestias causadas en superficie. Según Brondino, la construcción no representaría mayores molestias a nivel de superficie.  Por su parte, Salvador Giordano (vicedecano de la UTN regional Córdoba) dijo el pasado 7 de julio de 2008 en el programa radial Show 970 (Radio LV2) que el subte es necesario y que hay que ver la obra con «visión de futuro» ya que la misma será terminada en 5 años.
Muchos opinan[¿quién?] que no es prioridad la inversión en un subte. La ciudad no tendría la cantidad de habitantes necesaria para hacer rentable el proyecto.[cita requerida] Otros opinan que un sistema de tranvías sería óptimo, más barato y rápido de realizar.[cita requerida] En otros casos muchos opinan que hay prioridades del tipo social antes que hacer un subte o que el actual sistema de transporte se podría mejorar y con ello evitar un gasto innecesario como es un subterráneo. El exintendente de la ciudad Luis Juez es una de las figuras políticas de relevancia que están abiertamente en contra.